# Candy Manson
Candy Manson (ur. 11 listopada 1983 w Chicago, zm. 15 stycznia 2022) – amerykańska aktorka pornograficzna pochodzenia polskiego.

## Życiorys

### Wczesne lata
Urodziła się i wychowała w Chicago w Illinois w wierze rzymskokatolickiej jako córka polskim imigrantów. Candy straciła dziewictwo w wieku szesnastu lat. Po ukończeniu osiemnastu lat przez cztery lata zaczęła pracować w rodzinnym mieście jako striptizerka.

### Kariera
W 2005 Manson zdobyła tytuł Miss Nude Galaxy i rozpoczęła karierę jako aktorka pornograficzna w filmach: Big Cocks in Her Little Box 3, Busty Beauties 19, Double D POV 2, Fucking School Girls, History of Porn, I'm a Tease, Jack's Playground 35, Jack's Teen America 12, Pretty Pussies Please i Strap It To Me 8.
W 2006 wystąpiła w filmach: 2 Girls For Every Guy 2, After Party, Bang My Tasty Twat, Big Giant Titties 2, Big Wet Tits 3, Blow Me Sandwich 9, Boob Bangers 3, Busty Beauties – More Than a Handful 2, Clean My Crack 2, Dicks and Dildos, Double Decker Sandwich 9, Fetish Factory 2, Fine Ass Bitches 4, Goo 4 Two 3, Grudgefuck 7, Hand to Mouth 3, I Got The Biggest Tits! Wet T-Shirt Contest 9, Jack's Big Ass Show 4, Load Sharing, Love is Blue, Milfalicious, My Sister's Hot Friend 4, Off the Rack 6, POV Fantasy 5, Pure Sextacy, Semen Gobblers 2, Sperm Filled Sluts 4, Suck it Dry 3 i Tits Ahoy 3. 
Latem 2006 roku ze względu na kłopot z agencją zdecydowała się odejść z branży. 21 lutego 2007 Adult Industry News poinformowało o jej powrocie do branży pornograficznej. W tym roku wystąpiła w filmach Ashton's Anarchy, Big Loves 2, For Once A Whore And Ever A Whore, Happy Tits, Jack's POV 10, Juggernauts 7, LA Tits, Licensed to Blow, Me, Myself And I 2, Mouth 2 Mouth 11, Naked Aces 2, Playing With Candy Manson, Small Sluts Nice Butts 9 i Squirt on My Big White Cock 2. Powrót okazał się nader udany – w 2007 zdobyła nominację do nagrody AVN Awards w kategorii „Najlepsza nowa gwiazdka”.
W pornograficznej wersji tragedii Williama Shakespeare’a Makbet - Bluebird Films Macbeth Act 1: To Be King (2010) wystąpiła jako Lady Jane z udziałem Kaii Kane (Lady Makbet), Paula Chaplina (Makbet) i Steve’a Holmesa w roli Banquo.
Candy Manson nie tylko podróżował po kraju jako tancerka w klubach kawalerskich, ale także była występowała w scenach fetysz, jak i filmach BDSM dla różnych stron dla dorosłych, w tym kink.com Sex and Submission 3688 (2006) z Markiem Davisem, Candy Manson's Anal Domination (Everything Butt 12615, 2011) z Derrickiem Pierce i Isis Love oraz Big Tittied Rich Girl Mercilessly Fucked In A Dirty Bathroom (Bound Gang Bangs 12465, 2011) z Jamesem Deenem, Johnem Strong i Mr. Pete.

## Nagrody i nominacje
| Rok  | Nagroda    | Kategoria               | Film | Inni wykonawcy | Rezultat  |
| ---- | ---------- | ----------------------- | ---- | -------------- | --------- |
| 2007 | AVN Award  | Najlepsza nowa gwiazdka | -    | -              | Nominacja |
| 2012 | XRCO Award | Najlepszy powrót        | -    | -              | Nominacja |